# Spomladanski svišč
Spomladanski svišč (znanstveno ime Gentiana verna), imenovan tudi svedrc, je ena najmanjših rastlinskih vrst iz družine sviščevk.

## Opis rastline
Navadno doseže višino le nekaj centimetrov, le v zelo ugodnih pogojih zraste tudi do 15 cm. Pritlični listi so eliptično suličasti s koničastim koncem, dolgi 3 cm, široki 8 mm, skupaj oblikujejo rozeto. Steblo je enocvetno, olistano s parimi manjšimi listi. Iz stebla izrašča temno moder cevast cvet, ki se pri vrhu razprostre v pet svetlomodrih venčastih rogljev.

## Razširjenost
Spomladanski svišč je razširjen v pretežno hribovitih predelih Evrope - Pirenejih, Juri, Apeninih, Alpah, Karpatih, na Balkanu. Zunaj Evrope je prisoten še na Kavkazu in območju med Balhaškim in Bajkalskim jezerom v Aziji ter na afriškem Atlasu. Cveti od aprila do junija, v visokogorskih predelih tudi kasneje. Cvetove oprašujejo predvsem metulji in čmrlji.
V Sloveniji poleg navadnega spomladanskega svišča raste tudi njegova podvrsta tržaški svišč (G. tergestina Beck), ki je prisoten na primorskem krasu.